# Pteropus poliocephalus
Pteropus poliocephalus (tên tiếng Anh: "grey-headed flying fox", cáo bay đầu xám) là một loài dơi quạ bản địa Úc. Đây là một trong bốn loài Pteropus có mặt ở Úc (ba loài kia là P. scapulatus, P. conspicillatus, P. alecto). P. poliocephalus là loài đặc hữu ở những cánh rừng đông nam Úc. Phạm vi phân bố xấp xỉ kéo dài từ Bundaberg (Queensland) đến Geelong (Victoria), với quần thể tách biệt ở cả Ingham và Finch Hatton (về phương bắc), và Adelaide (về phương nam).